# 2390 Nezarka
2390 Nezarka је астероид главног астероидног појаса. Приближан пречник астероида је 22,74 ,
а средња удаљеност астероида од Сунца износи 2,619 астрономских јединица (АЈ).
Инклинација (нагиб) орбите у односу на раван еклиптике је 10,350 степени, а орбитални период износи 1548,903 дана (4,240 године). Ексцентрицитет орбите астероида износи 0,146.
Апсолутна магнитуда астероида износи 12,20 а геометријски албедо 0,045.
Астероид је откривен 14. августа 1980. године.